# 潘沛軒
潘 沛軒（プン プイヒン、Max Poon Pui Hin、2000年10月3日 - ）は、香港出身のプロサッカー選手。傑志体育会所属。ポジションはFW。香港代表。

## 来歴
2017年5月6日、16歳で香港港青足球会に入団し大埔足球会との試合で香港プレミアリーグデビューを果たした。
2021年8月11日、傑志体育会と契約した。2021-22シーズンはカップ戦で中心メンバーとして活躍したが、移籍初年度のリーグ戦出場は1試合にとどまった。2022-23シーズンにはトップチームのレギュラーに定着し、14試合に出場して5ゴールを挙げた。

## タイトル
傑志体育会
- 香港プレミアリーグ：2022-23
- 香港シニアシールド：2022-23
- 香港FAカップ：2022-23